# Estela Álvarez
Estela Mary Álvarez de Olivera (* 2. März 1978) ist eine ehemalige argentinische Fußballschiedsrichterin.

## Werdegang
Álvarez leitete Spiele im argentinischen Vereinsfußball der Frauen sowie auch bei den Herren, unter anderem in den Ligen Torneo Federal B (vierte Liga), Torneo Federal A (dritte Liga) und Primera Nacional B (zweite Liga).
Ab 2005 stand Álvarez auf der Liste der FIFA-Schiedsrichter und leitete internationale Fußballspiele.
Bei der Weltmeisterschaft 2007 in China wurde Álvarez als Vierte Offizielle eingesetzt.
Bei der Südamerikameisterschaft 2006 in Argentinien und der Südamerikameisterschaft 2010 in Ecuador pfiff sie jeweils zwei Gruppenspiele.
Álvarez wurde für die Weltmeisterschaft 2011 in Deutschland nominiert und leitete hier zwei Partien in der Gruppenphase.